# 查希亚·额勒贝格道尔吉
查希亞·額勒貝格道爾吉（羅馬化：Tsakhiagiin Elbegdorj，發音：[t͡sʰæçʲɐˌɟiŋ ˈiɮpɪktɜrt͡ɕ]；1963年3月30日—），蒙古政治家，曾任總統、兩任總理、國家大呼拉爾主席（多數派領袖）及三屆國家大呼拉爾委員，並以其擁護民主、自由意志主義之政見聞名。
2007年7月10日，額勒貝格道爾吉在前往烏蘭巴托的途中遭遇車禍重傷，在烏蘭巴托的蒙古外科醫院接受急救，他的頭部遭到嚴重撞傷，但根據報導他的智力和記憶都未受損傷。由於当时2008年選舉的接近，蒙古民間還推測這起車禍可能是一場未遂的政治謀殺，其後经过治疗已经完全康復。
2009年5月24日，他於蒙古總統選舉中，作為中右翼民主黨總統候選人，擊敗时任總統那木巴爾·恩赫巴亞爾，當選蒙古第5任總統。2013年6月26日總統連任成功。
額勒貝格道爾吉在任內專注於改革蒙古原本為社會主義的經濟和社會體制，尤其以推動經濟自由化、畜牧業民營化、環境保存、遏止貪汙、房地產政策改革為名。身為遠東和中俄交界國家的政治領袖，額勒貝格道爾吉的改革派政策使他獲得許多國家的稱讚，聯合國環境署在2012年6月頒獎他為「地球代言人」，希拉里則稱他是蒙古民主化和反貪污的推手。

## 早年生涯和教育
額勒貝格道爾吉（依據蒙古傳統，以他的名字稱呼他）已婚，有4个子女。他出生於蒙古的科布多省的一個牧人家庭，為八名兒子中的幺子。他在策勒格县完成了小學和中學教育，16歲時全家裡搬到了額爾登特，就讀了額爾登特的市立高中，於1981年畢業。
在離開學校後，額勒貝格道爾吉在額爾登特的铜矿採礦場擔任了一年的机械工。在1982年他被徵召進入軍隊服義務兵役直到1983年為止，服役期間他曾經投稿了一些詩給軍中的報紙《红星报》(「Ulaan Od」)，这使他獲得了前往位于蘇聯乌克兰的利维夫高等军事政治学院留學的機會，1983年至1988年在那裡獲得了军事新聞學學士學位。之後他回到蒙古擔任了兩年《红星报》的記者。
後來在他第一屆總理任期之後，他前往美國就讀科羅拉多大學博得校區（Boulder）的經濟學研究所，於2001年獲得了學位。在2002年他又從哈佛大學的約翰·F·甘迺迪政府學院畢業，獲得公共管理碩士學位。

## 民主運動
在蘇聯留學的期間，額勒貝格道爾吉開始接觸到「開放性」以及言論自由、經濟自由等概念。在回到蒙古國後，他與其他有相同興趣的人會面，試圖將這些理論散布給大眾。儘管他們持續受到蒙古人民革命黨官方的壓迫，而且他還被雇主要脅要開除他，但他並沒有就此放棄。
在1989年12月10日的早晨，蒙古國第一次公開的擁護民主的遊行在烏蘭巴托舉行，額勒貝格道爾吉正式宣布蒙古民主聯盟成立，在接下來幾個月裡，活動分子繼續組織集會遊行、絕食罷工，教師與勞工也展開了罷工潮。民主運動受到越來越多民眾的支持，無論是在首都還是在鄉間。
最後蒙古人民革命黨的政治局終於向民意低頭，開始與包括額勒貝格道爾吉在內的民主運動的領導人進行談判。在1990年初，部長會議主席（總理）姜巴·巴特蒙赫決定解散蒙古人民革命黨政治局並且辭職，使得蒙古國史上第一次多黨的民主選舉就此展開。雖然人民革命黨在議會裡保持了多數派席位，改革仍然得以持續進行，一部新的憲法也在1992年2月12日頒布，以保護人民的人權和民主。

## 商業和媒體活動
額勒貝格道爾吉創建了蒙古第一份獨立的報紙—「民主報」，並且在1990年擔任報社的總編輯。由於他在創建和維持媒體自由上的努力，額勒貝格道爾吉還在2000年受到蒙古記者協會頒布「媒體自由之星」。
額勒貝格道爾吉也創建了蒙古第一個企業家協會，協助將家畜民營化給民間牧人，並且在1991年協助他們從原先的社會主義集體農場中取回他們自己的財產。由於民營化之助，蒙古國的家畜數量在90年代末已經增長至超過三千萬頭，雖然在接下來幾年的嚴酷冬季中又稍微下跌。在社會主義統治的年間，這個數量從來沒有超過兩千五百萬過。
在1994年，額勒貝格道爾吉協助創立了蒙古第一個政治獨立的電視台—老鷹電視台（Eagle TV），這個電視台原先是由蒙古廣播公司（MBC）經營，現在則是由老鷹廣播公司所擁有，由來自美國的非營利組織AMONG Foundation（一個基督教的組織）和蒙古媒體集團（MMC）共同經營。

## 政治生涯
額勒貝格道爾吉在1990年和2000年之間被選入議會三次，他曾積極參與蒙古新憲法的起草和通過，這份新憲法將人權、民主、以及一個自由市場的經濟理念引入了蒙古國。
在擔任名譽補償國家委員會的主席期間，額勒貝格道爾吉發起並實現了要求蒙古國政府向在過去數十年蒙古人民革命黨統治期間受害的罹難者及家屬致歉，他在推廣名譽補償法的通過上扮演了重要的角色，這個法案提供了過去共產政權期間受害者的名譽恢復、補償、以及協助，並且禁止在未來再有侵犯人權的政策產生。
額勒貝格道爾吉身為蒙古民主黨的領導人，率領民主聯盟在1996年的議會選舉中獲得勝利。他在1996年至2000年間擔任議會的多數派領導人，並在1996年至1998年之間擔任議會副議長。

### 第一屆總理任期
在1998年，憲法中一條禁止議會成員被指派為政府官員的條文被移除，接著在1998年4月23日，額勒貝格道爾吉成為了蒙古國有史以來最年輕的總理。在他的第一屆任期中，他致力於推行政治、經濟、以及政府體制和許多社會議題的改革，並且推行開放的外交政策。
在當時以他的政黨為多數派的蒙古議會，卻在1998年12月9日將他免職，被姜拉布·纳兰查茨拉勒特取代。

### 第二屆總理任期
在2004年8月20日，額勒貝格道爾吉第二次成為蒙古國的總理，成為歷史上接連擔任兩次這個職位的第二個人。這一次他是被一個由蒙古人民革命黨和民主聯盟組成的政黨聯盟所推舉上台，因為兩派在選舉中各取得了一半的議席。
在2005年8月，儘管選舉的前景大好，額勒貝格道爾吉自願撤回他在烏蘭巴托的議員候選人資格，以向要脅將退出政黨聯盟的蒙古人民革命黨妥協。這也使得當時擔任烏蘭巴托市長的米耶貢布·恩赫包勒德獲得機會被選入議會。
在他的第二屆總理任期中，額勒貝格道爾吉宣示將解決政府的腐敗和貧窮—這兩者在當時是蒙古國經濟發展的最大障礙。儘管議會裡兩派達成了政黨協議，蒙古人民革命黨在2006年1月13日從內閣中撤回了他們黨籍的部長，迫使額勒貝格道爾吉一同辭職。蒙古人民革命黨接著在民主黨脫黨者和無黨籍議員的協助下形成了一個新的政府，並且以新政府的職位獎賞那些議員。新政府在2006年1月25日通過以米耶貢布·恩赫包勒德擔任新的總理，這段期間在蒙古全國引發了大量民間團體和人士的抗議，許多蒙古人民革命黨的高階黨員還被指控涉及貪汙。

### 理想和成果
額勒貝格道爾吉在任內達成了保障新聞自由以及公共集會的立法。在他的任期內，之前被政府經營的報紙、電視台、以及廣播電台都被轉為由獨立的民間公司經營，政府對其掌控也越來越少。
為了減低失業率，額勒貝格道爾吉也協助了一些科技學校和專門產業，讓他們購得便宜的電腦以及網路連結。他以減低政府管制的方式來加強國內的商業發展，消除許多產業的執照規定、並且減免許多進口產品的關稅。在他的任期中，蒙古國與其他15個已開發國家達成貿易協定，使蒙古得以出口大多數商品至歐盟而不需承受關稅的負擔。

### 國際關係
額勒貝格道爾吉支持給途经中國逃至蒙古國的朝鲜難民提供政治庇護，並協助他們前往韩国。
美國總統喬治·沃克·布希曾在2005年11月21日訪問蒙古國，他讚美蒙古國的民主制度以及那些促成民主改革的人，尤其是額勒貝格道爾吉。
額勒貝格道爾吉在2005年同意由蒙古國派遣一個團的蒙古軍隊前往伊拉克支持國際的維和任務。他也支持國際上要求釋放緬甸民主人士昂山素季以及其他幾名在2005年遭到軟禁的緬甸議會成員的運動。

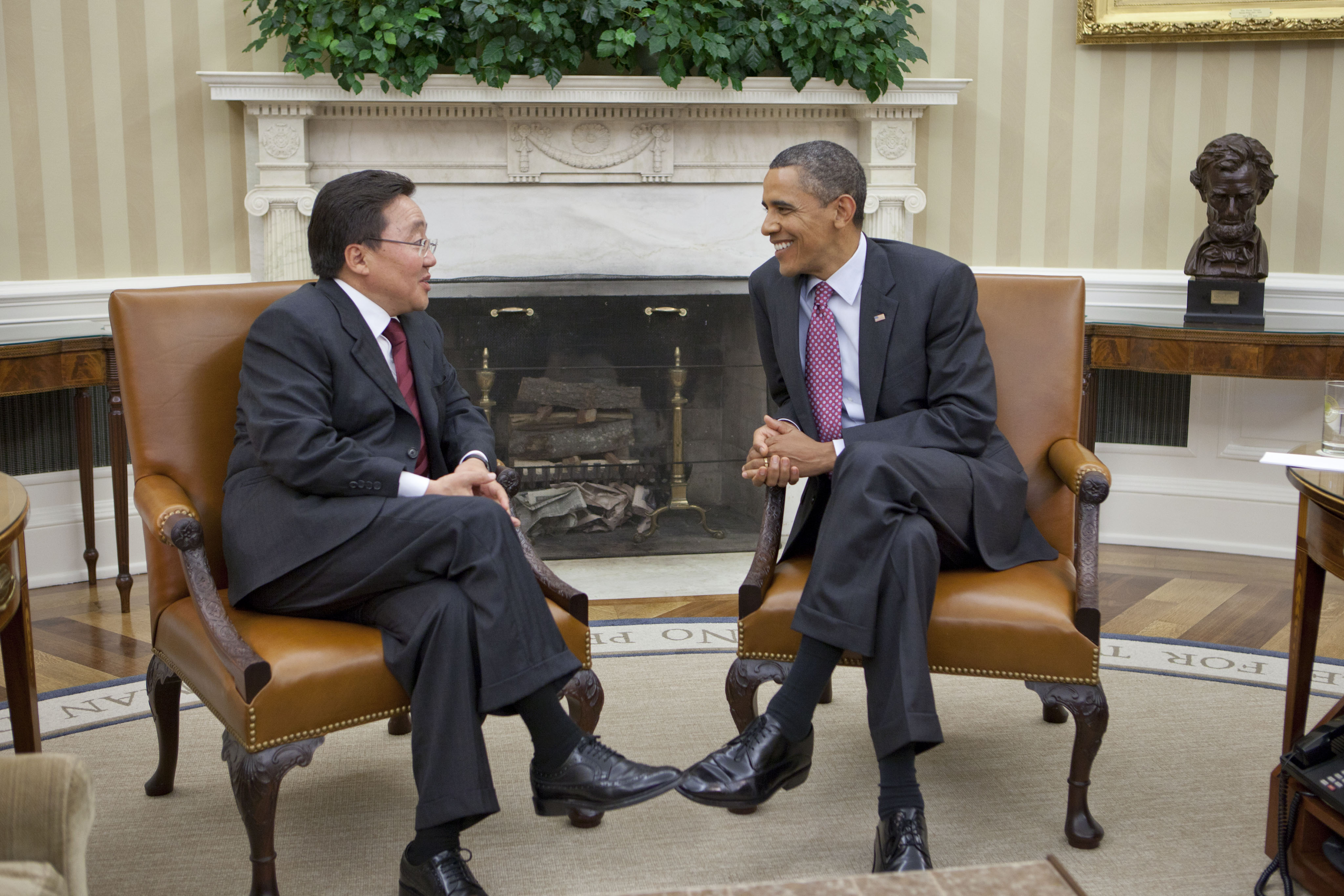
2011年6月，額勒貝格道爾吉与美国总统奥巴马
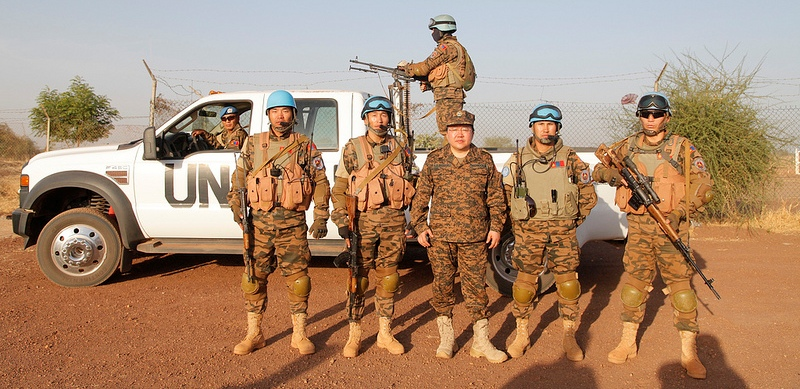
2013年2月15日，額勒貝格道爾吉（中间）在南苏丹
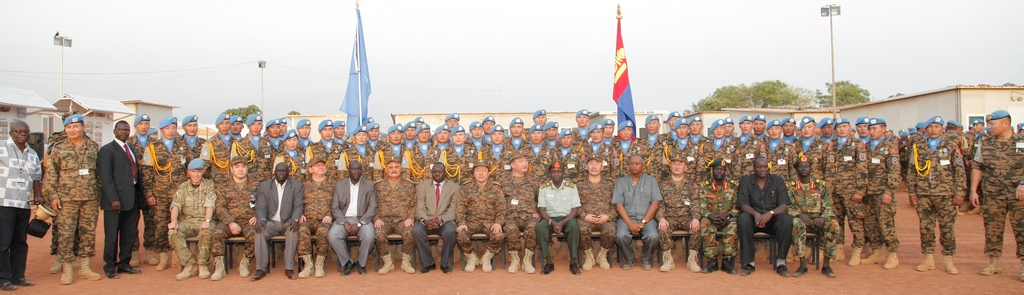
2013年2月15日，額勒貝格道爾吉与蒙古联合国驻南苏丹维和部队合影

### 2008年的選舉和辭職
在2008年6月的蒙古國會選舉中，身為蒙古民主黨的黨主席，額勒貝格道爾吉批評選舉的結果造假和不公正。蒙古人民革命黨則指控他製造麻煩和暴力活動，尤其是在6月29日之後幾天於首都發生的騷亂。由於民主黨在選戰中大敗，額勒貝格道爾吉在2008年9月2日辭去民主黨黨主席職位。

### 任职總統

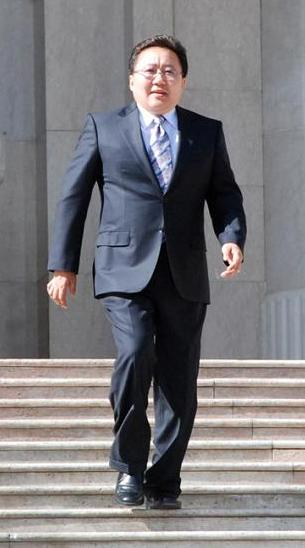
2009年5月25日，額勒貝格道爾吉從国家宫的成吉思汗像前走下來，向慶祝他贏得總統大選的選民們道謝。

在2009年4月3日的民主黨大會上，額勒貝格道爾吉被選為民主黨總統候選人。在大選中他獲得了51.21%的選票，擊敗了獲得47.41%選票的蒙古人民革命黨候選人那木巴尔·恩赫巴亚尔。蒙古國會在6月5日決議通過選舉結果，承認額勒貝格道爾吉為新的蒙古國總統。国际货币基金组织的数据显示，他在总统任职期间推行的反腐败和促增长政策，经济于2011年增长了17%，2012年增长了12%，使蒙古跻身于世界上经济增长最快的五个经济体之列。2013年，额勒贝格道尔吉获得了过半选票，再次当选总统。
在其任职后期，受世界经济不景气影响，国际大宗商品市场价格持续走低，高度依赖矿产品出口的蒙古国经济受到严重打击，再加上蒙古国内政治斗争不断及经济政策调整失误，导致蒙古国经济濒临崩溃。GDP增速自2012年的12.4％降至2016年的-1.6%，出现负增长。并伴随着货币图格里克崩盘、外汇见底。2017年2月，依靠国际货币基金组织的一项55亿美元（其中中国占22亿美元）的救助，蒙古国才侥幸避免了主权债务违约。与此同时，蒙古国两极分化日趋严重，普通民众面临低工资、高通货膨胀、高失业的压力。蒙古国多年形成的腐败体制已对国家造成严重影响。透明国际2015年的清廉指数排行榜上，蒙古国位列第72位，2016年跌至第87位，有96％的蒙古国民众认为该国腐败现象严重。2016年国家大呼拉尔选举中，选民将经济崩盘完全归咎于执政的民主党政府，导致民主党惨败，蒙古人民党大胜并组阁。在2017年蒙古国总统选举中，和额勒贝格道尔吉同属民主党的哈勒特马·巴特图勒嘎当选为总统，接替了任期届满的额勒贝格道尔吉。

## 卸任总统之后
2020年9月，额勒贝格道尔吉致函中共中央总书记兼中国国家主席习近平，抗议中国当局在内蒙古强推汉语教材。但信件被中国驻蒙古大使馆退回。中国驻蒙古大使柴文睿表示，注意到额勒贝格道尔吉近来对内蒙双语教育改革问题发表不少言论，认为他写给中国领导人的信函所阐述观点完全错误，中方不予接受。随后，额勒贝格道尔吉表示不会收回这封给中国领导人的信函。

### 反对俄罗斯对外侵略及专制统治
2022年俄罗斯对乌克兰发动全面入侵后，额勒贝格道尔吉前总统对此表示了强烈的谴责，他呼吁俄罗斯人避免动员和参与战争犯罪，并呼吁布里亚特人、卡尔梅克人和图瓦人移民到蒙古。2024年，美国记者塔克·卡森采访了俄国元首普京，并宣传了其以乌克兰一度被俄罗斯帝国统治并以此为俄国入侵乌克兰辩护的观点。额勒贝格道尔吉前总统随后在社交媒体发帖嘲讽此类论调。他贴出了几张蒙古帝国全盛时期的历史地图，称：“在普京演讲后，我找到了这些蒙古帝国的历史地图。别担心，我们是一个和平自由的国家”（因此不会以此为借口对其他国家发动战争）。2024年2月，俄国反对派政治人物阿列克謝·納瓦爾尼被普京政权杀害于西伯利亚的集中营。额勒贝格道尔吉前总统随即发帖称：“纳瓦尔尼被谋杀了。这多么严酷地提醒着我们残酷的盗贼（指普京政权）会做出什么事来。这发生在纳瓦尔尼身上，发生在俄罗斯身上，发生在自由身上。普京政权惧怕自己的人民，他发动战争以分散注意力。幼稚病该就此为止了”。

## 其他公職
額勒貝格道爾吉在1992年成為了蒙古「年輕領導人」基金會的榮譽會長，並且從1993年開始也一直是蒙古政治教育學院院長。他在2000年成立了蒙古自由中心，以提倡人權、言論自由和教育自由為目標的非政府組織。
在國際層面上，額勒貝格道爾吉擔任了聯合國在紐約市的千年發展目標計畫的顧問，並且在2003年擔任華盛頓特區廣播理事會的顧問。他也是美國Bellwether Forum的委員會成員，那是一個以討論政府、政治、和公共政策為主的美國專業協會。
額勒貝格道爾吉經常出席許多公家或私人組織及大學的演講，包括蒙古國內及國外皆然，他經常討論的議題包括了對國際安全的新挑戰、以及經濟的自由和成長。
額勒貝格道爾吉曾在2006年4月1日被選為蒙古民主黨主席。在黨部大會進行的選舉總共有四人參選，第二輪投票中剩下的兩人則巧和的是當初蒙古民主運動的十三名領導人中的兩個—額勒貝格道爾吉和Bat-Uul。在最後額勒貝格道爾吉以57.2%的選票當選。他曾在1996年－2000年間擔任由蒙古民主黨和蒙古社會民主黨共同組成的蒙古民主聯盟主席。在1996－1999年間是蒙古國家民主黨（MNDP）的黨主席。在1989－1997年間一直是蒙古民主聯盟的領導人。2006年4月開始再度成為蒙古民主聯盟的領導人。

## 著作
- Tsakhiagiin Elbegdorj, Footstep of the Truth Is White, Ulaanbaatar 2000
- Tsakhiagiin Elbegdorj, The Years of Bearing Weight, Ulaanbaatar 2000
- Tsakhiagiin Elbegdorj, Mongolia: Moving Mountains （页面存档备份，存于），Washington Post, November 21, 2005.
- Tsakhiagiin Elbegdorj What Mongolia Can Teach the Middle East （页面存档备份，存于）, Foreign Policy, April 6, 2011.

### 引用
1. ↑  B, Ganchimeg. . politics.time.mn(in Mongolian) (Ulaanbaatar). February 13, 2013  [June 21, 2013]. （原始内容存档于2013年2月16日）.
2. ↑  . web.archive.org. 2014-01-27  [2024-02-19]. 原始内容存档于2014-01-27.
3. ↑  额勒贝格道尔吉在蒙古国总统选举中获胜连任 的存檔，存档日期2016-03-04.，亚太日报，2013年6月27日
4. ↑  . Reuters. July 13, 2007  [2007-07-28]. （原始内容存档于2009-06-01）.
5. ↑  
. Mongolia Web. July 13, 2007. （原始内容存档于2007年9月27日）.
6. ↑  . United Nations Environmental Programme. June 4, 2012  [31 July 2012]. （原始内容存档于2013-04-16）.
7. ↑  Clinton, Hillary. . U.S. Department of State.   [31 July 2012]. （原始内容存档于2012-07-12）.
8. ↑  
. Mongolia Web. April 12, 2006. （原始内容存档于2007年2月20日）.
9. ↑  
. Mongolia-Web. 2005-11-02. （原始内容存档于2007-09-27）.
10. ↑  . September 19, 2003  [2007-07-28]. （原始内容存档于2012-03-18）.
11. ↑  President Bush: Speech in Ulaanbaatar, Mongolia （页面存档备份，存于）, White House Press Release, November 21, 2005
12. ↑  Bush thanks Mongolia for support in Iraq （页面存档备份，存于）, CNN, Novemner22, 2005
13. ↑  
. June 16, 2005. （原始内容存档于2008年3月16日）.
14. ↑  . Al Jazeera. 2008-07-03  [2008-10-28]. （原始内容存档于2011-06-05）.
15. ↑  .   [2009-11-23]. （原始内容存档于2019-10-18）.
16. 1 2  . 纽约时报中文网. 2013年6月27日  [2013-06-28]. （原始内容存档于2019-10-19）.
17. 1 2  . 网易. 2017-07-03. （原始内容存档于2019-02-14）.
18. 1 2 3  . 观察者网. 2017-06-26. （原始内容存档于2020-02-12）.
19. ↑  . RFA. 2020-09-26  [2020-09-27]. （原始内容存档于2020-11-06）.
20. ↑  Tsakhia, Elbegdorj. .   [2024-02-19]. （原始内容存档于2024-06-18） （英语）.
21. ↑  Baker, Sinéad. . Business Insider.   [2024-02-19]. （原始内容存档于2024-02-14） （美国英语）.
22. ↑  Suciu, Peter. . Forbes.   [2024-02-19] （英语）.
23. ↑  Luke Distelhorst: Ts. Elbegdorj Mongolia's New Democratic Party Leader 的存檔，存档日期2007-05-10., Mongolia Web, April 1, 2006